# Benjamin John
Benjamin John, né le 19 septembre 1993, à Cholet, en France, est un joueur français de basket-ball. Il évolue aux postes de meneur et d'arrière.

## Biographie
Benjamin John commence le basket à l'âge de 4 ans au Hyères Toulon Var Basket. Puis, il passe sept ans à l'Étoile d'Or Saint Léonard Angers puis deux ans au Cholet Basket.
En 2008, il part à l'INSEP où il reste trois ans. En 2011, il retourne au Cholet Basket en Espoirs.
En 2012, dans le but de rentrer dans une université, il part à la MACK Prep Elite Academy (Prep School) à Charlotte.
En juin 2013, il signe son premier contrat professionnel à Monaco qui évolue en Nationale 1. Monaco remporte le titre de champion de France de Nationale 1 2013-2014 et accès à la Pro B. Il est conservé dans l'effectif pour l'année 2014-2015 et remporte le titre de champion de France de Pro B.
Le 23 juin 2015, après deux saisons à Monaco, il s'engage avec le GET Vosges en Nationale 1.
Le 22 novembre 2018, il est mis à l'essai par l'Aurore de Vitré, qui évolue en Nationale 1, à la suite de la blessure d'Antoine Belkessa.

## Palmarès
- Champion de France de Nationale 1 2014
- Champion de Pro B 2015